# Aluminiumkarbonat

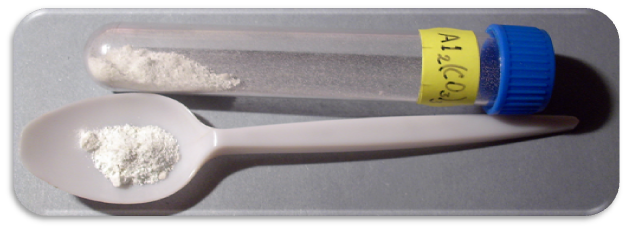
aluminiumkarbonat

Aluminiumkarbonat, Al2(CO3)3, är ett salt av aluminium och karbonat. Det är ett instabilt ämne som vid kontakt med vatten lätt sönderfaller till aluminiumhydroxid (Al(OH)3) och koldioxid (CO2) enligt formeln:
Al2(CO3)3 + 3 H2O → 2 Al(OH)3 + 3 CO2
Besläktade föreningar är kända, såsom basiska natriumaluminiumkarbonatmineralet dawsonit (NaAlCO3(OH)2) och hydratiserade basiska aluminiumkarbonatmineraler skarbroit (Al5(CO3)(OH)13•5(H2O)) och hydroskarbroit (Al14(CO3)3(OH)36•nH2O).

## Uppkomst
Det finns inga bevis för att aluminiumkarbonat bildas i dubbla förflyttningsreaktioner. Lösliga karbonater är tillräckligt alkaliska för att fälla ut aluminiumhydroxid och producera koldioxid.
Även om aluminiumkarbonat är mycket instabilt bildas karbonatarter lätt på ytan av aluminiumoxid när den utsätts för CO2.

## Användning
Aluminiumkarbonat, tillsammans med aluminiumhydroxid och aluminiumoxid, är ett fosfatbindande läkemedel som ibland ordineras till hundar och katter för att binda tarmfosfat och förhindra absorption av dietfosfat samt för att minska absorptionen av fosfat som utsöndras av bukspottkörteln. Det används sällan hos människor på grund av oro för toxicitet, men katter och hundar verkar inte ha någon förgiftningsreaktion på dess närvaro.
Reaktionen av aluminiumsulfat och natriumbikarbonat bildar koldioxid och aluminiumhydroxid som stabiliserar bildandet av ett skum. Denna reaktion var grunden för en tidig brandsläckare som 1904 uppfanns av Aleksandr Loran.